# Neslihan Kavas
Neslihan Kavas (Eskişehir, 29 d'agost de 1987) és una esportista paralímpica turca. Juga al tennis de taula. Ha guanyat el dret de representar a Turquia als Jocs Paralímpics d'estiu de 2016.